# Primeira República Espanhola
A Primeira República Espanhola foi o regime político que regeu a Espanha desde a sua proclamação pelas Cortes, a 11 de fevereiro de 1873, até 29 de dezembro de 1874, quando o pronunciamento do general Martínez Campos deu começo à Restauração bourbônica.
A primeira tentativa republicana na história da Espanha foi uma experiência curta, caracterizada pela profunda instabilidade política e social e a violência. A República foi governada por quatro presidentes diferentes até que, apenas onze meses depois da sua proclamação, o general Pavia deu um golpe de estado e foi instaurada uma república unitária presidida por Francisco Serrano Domínguez.
No breve período ocorreram três guerras civis simultâneas: a Terceira Guerra Carlista, a sublevação cantonal na Espanha peninsular e a Guerra dos Dez Anos em Cuba. Os problemas mais graves para a consolidação do regime foram a falta de verdadeiros republicanos, a divisão destes entre federalistas e unitários e a falta de apoio popular.

## Proclamação da Primeira República

Bandeira, de caráter provisório, da Primeira República Espanhola

O rei Amadeu I abdicou do trono da Espanha a 11 de Fevereiro de 1873. Esta renúncia foi motivada pelas dificuldades com que teve de se enfrentar durante o seu curto reinado, como a guerra em Cuba, o surgimento da Terceira Guerra Carlista, a oposição dos monárquicos alfonsinos, que aspiravam ao restauro bourbônico na figura de Afonso de Bourbon, filho de Isabel II, as diversas insurreições republicanas e a divisão entre seus próprios partidários.
O Congresso, com inclusão do Senado, estava reunido em sessão conjunta e permanente, e enquanto esperava alguma comunicação final do Rei erigiu-se em Assembleia Nacional. Imperava em está uma maioria mais que absoluta de parlamentares monárquicos, pertencentes aos dois partidos monárquicos e dinásticos que até então se alternaram no governo: o partido radical de Manuel Ruiz Zorrilla e o partido constitucional de Práxedes Mateo Sagasta. Junto à estonteante maioria monárquica sentava-se na Assembleia Nacional uma minoria republicana, muito dividida entre federais e unitários. Um deles, o federalista Francisco Pi y Margall, apresentou à Assembleia a seguinte proposição:
| “ | A Assembleia Nacional assume os poderes e declara como forma de governo a República, deixando as Cortes Constituintes a organização desta forma de governo. | ” |

Pi y Margall, na sua defesa da proposta -da que era assinante com Figueras, Salmerón e outros deputados-, embora se reafirmava como federalista, renunciava nesse momento a impor como forma de governo a República federal com a esperança de serem as Cortes Constituintes (que deviam ser convocadas) que a declarassem, e anunciava seu acatamento a outra decisão diferente se assim for adotada democraticamente. Emilio Castelar subiu para o estrado e pronunciou este discurso:
| “ | Senhores, com Fernando VII faleceu a monarquia tradicional; com a fuga de Isabel II, a monarquia parlamentar; com a renúncia de Dom Amadeu de Sabóia, a monarquia democrática; ninguém acabou com ela, morreu por si mesma; ninguém traz a República, traem-na todas as circunstâncias, a traz uma conjuração da sociedade, da natureza e da História. Senhores, saudá-la-emos como o sol que se ergue com a sua própria força no céu da nossa pátria. | ” |

Após o eloquente discurso de Castelar, entre vivos aplausos, foi proclamada a República Espanhola, com a resignação dos monárquicos, por 258 votos a favor e somente 32 contra:
| “ | A Assembleia Nacional resume todos os poderes e declara a República como forma de governo da Espanha, deixando às Cortes Constituintes a organização desta forma de governo. Escolher-se-á por nomeação direta das Cortes um poder executivo, que será amovível e responsável ante as mesmas Cortes. | ” |

Nesta mesma sessão, o republicano federal Estanislao Figueras resultou eleito "Presidente do Poder Executivo" (chefe de Estado e Governo) (não "Presidente da República", pois nunca se chegou a aprovar a nova Constituição que criava esse cargo); no seu discurso, disse que a chegada da República era «como o íris de paz e de concórdia de todos os espanhóis de boa vontade».
A aprovação dessas resoluções surpreendeu, já que nas Cortes, eleitas poucos meses antes, os republicanos eram uma minoria. Ruiz Zorrilla afirmava na Assembleia:
| “ | Protesto e protestarei, embora fique só, contra aqueles deputados que, tendo vindo ao Congresso como monárquicos constitucionais, se crêem autorizados a tomar uma determinação que da noite para o dia possa fazer mudar a nação de monárquica para republicana. | ” |

Para muitos, dada a impossibilidade de restaurar a Isabel II e a juventude do futuro Afonso XII, a República era a única saída possível, embora somente fosse como medida provisória, por motivo do insucesso inevitável que a aguardava.

### Governo de Estanislao Figueras
Este primeiro governo republicano era formado pelos federais e pelos progressistas, que já tinham sido ministros durante a monarquia. Além disso, quatro ministros eram fiéis ao rei Amadeu: Echegaray, Becerra, Fernnandes de Córdova e Berenguer, ocupavam os ministérios de Fazenda, Guerra, Marinha e Fomento.
Para começar, enfrentavam uma situação financeira grave: défice orçamental de 546 milhões de pesetas, 153 milhões em dívidas de pagamento imediato e só 32 milhões para cobri-las. O Corpo de Artilharia fora dissolvido no momento de maior violência nas guerras cubana e carlista, para as quais não havia soldados suficientes nem armamento ou dinheiro para o adquirir. Por outro lado, Espanha atravessava uma aguda crise econômica, coincidente com a grande crise mundial de 1873, agravada pela instabilidade política; nos anos precedentes aumentara o desemprego entre jornaleiros e operários. As organizações proletárias responderam com greves, marchas, concentrações de protesto e a ocupação de terras abandonadas.
A 23 de Fevereiro, o recém-eleito presidente da Assembleia Nacional, o radical Cristino Martos, organizou uma tentativa de golpe de Estado, chegando a Guarda Civil a ocupar o Ministério de Governação e a Milícia Nacional o Congresso, para instaurar uma república unitária. Isto provocou a primeira remodelação do governo substituindo os ministros progressistas por ministros republicanos federais.
Doze dias após ser proclamada a República, foi assinado solenemente o fim do serviço militar obrigatório e criado o serviço voluntário. Cada soldado cobraria uma peseta diária e um pão. Foi também criada uma milícia de voluntários da República, com um soldo de 50 pesetas ao alistar-se e 2 pesetas e 1 pão diários.
O segundo governo de Figueras teve de se defrontar, a 9 de Março, com a tentativa de proclamação do Estat Català dentro da República Federal Espanhola, o qual foi superado após uma série de conferências telegráficas com os dirigentes catalães. Pouco depois, a 23 de Abril, deu-se uma nova tentativa de golpe de Estado preparada por alfonsinos, membros da Unión Liberal, progressistas de Sagasta e setores monárquicos do Exército, mas fracassaram quando várias unidades se abstiveram à última hora.
Pi y Margall é geralmente considerado a alma deste governo que teve de se confrontar com um sem-fim de problemas já endêmicos para a Primeira República (Terceira Guerra Carlista; sublevações separatistas, neste caso da Catalunha; indisciplina militar, conspiração monárquica, etc.); o seu governo dissolveu a Assembleia e convocou Cortes Constituintes para 1 de Maio. A 23 de Abril, Cristino Martos, desta vez apoiado no governador civil de Madrid, Estébanez, tentou um novo golpe de Estado: um batalhão de milicianos tomou posições no Paseo del Prado e mais quatro mil voluntários armados, concentraram-se na Praça da Independência com o pretexto de passar revista. Informado sobre a intentona golpista, Pi y Margall (na ocasião ministro de Governação) mobilizou a Guarda Civil. O ministro da Guerra, por sua vez, após nomear capitão-general de Madrid Baltasar Hidalgo, ordenou que o brigadeiro Carmona, com um batalhão de infantaria e algumas unidades de artilharia e cavalaria, marchasse sobre os milicianos: o golpe de Estado fracassou ainda mal tinha começado, e o governo dissolveu a Comissão Permanente do Congresso e os batalhões que participaram na conjura.
O governo convocou então eleições para Cortes Constituintes em 10 de Maio, que resultaram em 343 lugares para os republicanos federais e 31 para as restantes forças políticas. As eleições realizaram-se em condições pouco ortodoxas e a sua representatividade resultou baixa, pois não participaram nem os carlistas (em guerra desde 1872), nem os monárquicos alfonsinos de Cánovas del Castillo, nem os republicanos unitários, nem sequer as incipientes organizações operárias da Internacional, que se pronunciaram pela abstenção. Foram possivelmente os comícios com a participação mais baixa da História da Espanha. na Catalunha apenas votou 25% do eleitorado e em Madrid, 28%.

## A República federal
A 1 de Junho de 1873 abriu-se a primeira sessão das Cortes Constituintes e começou a apresentação de propostas. A 7 de Junho foi debatida a primeira delas, subscrita por sete deputados, que dizia:
| “ | Artigo único. A forma de governo da Nação espanhola é a República democrática federal. | ” |

O Presidente, fazendo cumprir o que ordenava o Regulamento das Cortes para a aprovação definitiva das propostas de lei, dispôs celebrar uma votação nominal ao dia seguinte. A 8 de Junho foi aprovada a proposta com o voto favorável de 219 deputados e somente 2 contra, proclamando-se esse dia a República federal. Ao tempo, os federalistas apostavam por um modelo confederal de tipo helvético, constituindo-se diretamente em cantões independentes.
Assim narrava Benito Pérez Galdós o clima parlamentar da Primeira República:
| “ | As sessões das Constituintes atraíam-me, e a maioria das tardes passava-as na tribuna da imprensa, entretido com o espetáculo de indescritível confusão que davam os pais da Pátria. O individualismo sem freio, o fluxo e refluxo de opiniões, desde as mais sisudas às mais extravagantes, e a funesta espontaneidade de tantos oradores, enlouqueciam o espectador e impossibilitavam as funções históricas. Dias e noites transcorreram sem que as Cortes decidissem em que forma se havia de nomear Ministério: se os ministros deviam ser eleitos separadamente pelo voto de cada deputado, ou se era mais conveniente autorizar Figueras ou Pi para apresentar a lista do novo Governo. Acordados e recusados foram todos os sistemas. Era um jogo pueril, que causaria riso se não nos levasse para a grandíssima pena. | ” |

Presidindo um Conselho de Ministros, farto de debates estéreis, chegou Estanislao Figueras a gritar em catalão: «Senhores, já não aguento mais. Vou ser-lhes franco: estou até aos colhões de todos nós!» Tão farto que a 10 de Junho deixou dissimuladamente sua demissão no seu escritório na Presidência, foi dar um passeio pelo parque do Retiro e tomou o primeiro comboio para Paris que saiu da estação de Atocha.

### Governo de Francisco Pi y Margall
Após a fuga para França de Figueras, ao advertir o vazio de poder já ia pronunciar-se o general Manuel Sodas quando um coronel da Guarda Civil, José de la Iglesia, se apresentou com um piquete no edifício do Congresso e anunciou aos deputados que dali não saía ninguém até terem eleito um novo Presidente. Elegeram a 11 de Junho o também federalista Francisco Pi y Margall, que ao apresentar o seu governo na Assembleia declarou que não tinha programa e que não sabia o que fazer. O esforço principal do novo governo seria a elaboração de uma nova Constituição, bem como a aprovação de uma série de leis de caráter social: a divisão de terras desamortizadas entre arrendatários, colonos e parceiros, o restabelecimento do exército regular, com incorporações obrigatórias, a separação da Igreja do Estado, a abolição da escravidão, o ensino obrigatório e gratuito, a limitação do trabalho infantil, a criação de julgados mistos de empresários e trabalhadores, o direito à sindicalização e a jornada de trabalho de 8 horas.
A 16 de Junho foi eleita uma comissão de 25 membros que devia elaborar a nova Constituição, apresentando o projeto de Constituição Federal da República Espanhola, cuja redação foi atribuída nomeadamente a Castelar.
A 28 de Junho, Pi y Margall renovou a composição do seu governo mas, devido à lentidão e às constantes demoras durante os debates da nova Constituição, os acontecimentos precipitaram-se. A 30 de Junho o município de Sevilha deliberou transformar-se em República Social, e no dia seguinte os deputados federais intransigentes abandonaram as Cortes. Uma semana mais tarde, a 9 de Julho, em Alcoi, onde desde 7 de Julho se desenvolvia uma onda de assassinatos e acertos de contas, enquanto decorria uma greve revolucionária (a chamada Revolução do petróleo) dirigida por elementos locais da seção espanhola da AIT. Era somente o começo. Pouco depois, começa a sublevação cantonalista com greves gerais em toda a Espanha, soldados assassinando oficiais, prefeitos linchados, donde resultou uma centena de mortos.

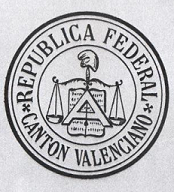
Selo do cantão federal de Valência.

Estas rebeliões não deram origem a Estados autônomos, mas criaram uma constelação de cantões independentes. Os levantamentos sucedem-se em diversas localidades do Levante e Andaluzia. Houve-os de âmbito provincial como em Valência e Málaga, outros mais localizados, como Alcoi, Cartagena, Sevilha, Cádis, Almansa, Torrevieja, Castellón de la Plana, Granada, Salamanca, Bailén, Andújar, Tarifa e Algeciras, e houve mesmo tão pequenos quanto a povoação manchega de Camuñas e a murciana de Jumilla.
O mais conhecido e ativo de todos os cantões foi o de Cartagena, que se levantou em 12 de Julho naquela base militar e naval, sob a inspiração do deputado federal murciano Antonio Gálvez Arce, conhecido como Antonete.

Bandeira cantonal de Cartagena em 1873

A primeira façanha dos cantonais cartagenenses foi a tomada do castelo de São Julián, o que motivou um curioso telegrama do capitão-general do Departamento ao ministro da Marinha: «Castelo San Julián hasteia bandeira turca». Essa "bandeira turca" era na realidade a bandeira vermelha da República Federal, a primeira bandeira vermelha na história da Espanha. Com a sua inflamada oratória, Gálvez galvanizou a marinhagem e apoderou-se da esquadra fundeada no porto, que nesse momento era composta do melhor da Armada. Com a frota no seu poder derramou o terror nessa região da costa mediterrânea, e foi declarado pirata por decreto do governo de Madrid. Já em terra, dirigiu uma marcha sobre Madrid que foi desbaratada em Chinchilla. O cantão de Cartagena cunhou moeda própria, o duro cantonal, e resistiu independente durante seis meses.
Duas fragatas cantonais, a Almansa e a Vitória, zarparam de Cartagena «para uma potência estrangeira» (ou seja, para Almeria), com o fim de recolher fundos. Quando a cidade se recusou a pagar, foi bombardeada e tomada pelos cantonalistas, que cobraram eles mesmos o tributo. O general Contreras, no comando da frota, fez-se render honras militares ao desembarcar, curiosamente ao som da Marcha Real. Depois repetiram a façanha em Alicante e, de volta a Cartagena, foram apresados como piratas pelas fragatas couraçadas HMS Swiftsure e SMS Friedrich Karl, britânica e alemã respectivamente.
| “ | houve dias daquele verão em que acreditámos estar completamente dissolvida a nossa Espanha. A legalidade estava de tal forma comprometida que qualquer militar assumia todos os poderes e notificava-o às Cortes, e os encarregados de dar e cumprir as leis desacatavam-nas sublevando-se. Não se tratava, como em outras ocasiões, de substituir um Ministério existente nem uma forma de Governo; tratava-se de dividir em mil porções a nossa pátria, semelhantes às que se seguiram à queda do Califado de Córdova. Das províncias chegavam as ideias mais estranhas e os princípios mais disparatados. Uns diziam que iam ressuscitar a antiga Coroa de Aragão, como se as fórmulas do Direito moderno foram conjuros da Idade Média. Outros diziam que iam constituir uma Galiza independente sob o protetorado de Inglaterra. Xaém preparava-se para uma guerra com Granada. Salamanca receava o encerramento da sua gloriosa universidade e o eclipse do seu predomínio científico [...] A sublevação veio contra o mais federal de todos os Ministérios possíveis, e no momento mesmo em que a Assembleia traçava um projeto de Constituição, cujos maiores defeitos provinham da falta de tempo na Comissão e da sobra de impaciência no Governo. | ” |

Mais grave mesmo era o problema da Terceira Guerra Carlista, que atuava com total liberdade no País Basco, Navarra e Catalunha, e estendia a sua ação por toda a Península com recurso a emboscadas, enquanto o pretendente ao trono, Carlos VII, formava em Estella um governo com os seus próprios ministérios, que chegou mesmo a cunhar moeda, enquanto a conivência dos franceses permitia receber ajuda externa.
Sem tempo para a Constituição da República Federal ser aprovada nas Cortes, Pi y Margall viu-se numa situação crítica. Recusava reprimir a rebelião dos cantões porque declarava, com toda a lógica, que os sublevados não faziam mais que seguir a doutrina que ele próprio proclamara. Em consequência disso, viu-se forçado a demitir-se em 18 de Julho, após 37 dias de mandato. Desta forma descreveu as decepções que lhe tinha dado a política:
| “ | Têm sido tantas as minhas amarguras no poder, que não podo cobiçá-lo. Perdi no governo a minha tranquilidade, o meu descanso, as minhas ilusões, a minha confiança nos homens, que constituía o fundo do meu caráter. Por cada homem agradecido, cem ingratos; por cada homem desinteressado e patriótico, centenas que não procuravam na política senão a satisfação dos seus apetites. Recebi mal por bem... | ” |

### Projeto de Constituição Federal
O projeto de Constituição Federal da Primeira República Espanhola desenvolvia-se ao longo de 117 artigos organizados em 17 títulos.
No seu primeiro artigo fixava o seguinte:
| “ | Compõem a Nação Espanhola os Estados de Andaluzia Alta, Andaluzia Baixa, Aragão, Astúrias, Baleares, Canárias, Castela a Nova, Castela a Velha, Catalunha, Cuba, Estremadura, Galiza, Múrcia, Navarra, Porto Rico, Valência, Vascongadas. Os Estados poderão conservar as atuais províncias ou modificá-las, segundo suas necessidades territoriais. | ” |

Estes estados teriam uma «completa autonomia econômico-administrativa e toda a autonomia política compatível com a existência da Nação», bem como «a faculdade de darem-se uma Constituição política» (artigos 92º e 93º).
O projeto de Constituição previa no seu Título IV, além dos clássicos Poder Legislativo, Poder Executivo e Poder Judicial, um quarto Poder de Relação que seria exercido pelo Presidente da República.
O Poder Legislativo estaria nas mãos das Cortes Federais, que se comporiam de: Congresso e Senado, sendo o Congresso uma câmara de representação proporcional com um deputado «por cada 50 000 almas» que seria renovada cada dois anos, e o Senado, uma câmara de representação territorial sendo eleitos quatro senadores pelas Cortes de cada um dos Estados.
O Poder Executivo seria exercido pelo Conselho de Ministros, cujo Presidente seria eleito pelo Presidente da República.
O artigo 40 do projeto dispunha: «Na organização política da Nação espanhola todo o individual é da pura competência do indivíduo; todo o municipal é do Município; todo o regional é do Estado, e todo o nacional, da Federação». O artigo seguinte declarava que «Todos os poderes são eletivos, amovíveis e responsáveis», e o artigo 42 que «A soberania reside em todos os cidadãos, e exerce-se em representação sua pelos organismos políticos da República, constituída por meio do sufrágio universal».
O Poder Judicial residiria no Tribunal Supremo Federal, que se comporia «de três magistrados por cada Estado da Federação» (artigo 73º) que nunca seriam eleitos pelo Poder Executivo nem o Poder Legislativo. Ademais estabelecia que todos os tribunais fossem colegiados e a instituição do Jurado para todo tipo de delitos.
O Poder de relação seria exercido pelo Presidente da República Federal cujo mandato duraria «quatro anos, não sendo imediatamente reelegível», como diz o artigo 81º do projeto.

### Governo de Nicolás Salmerón

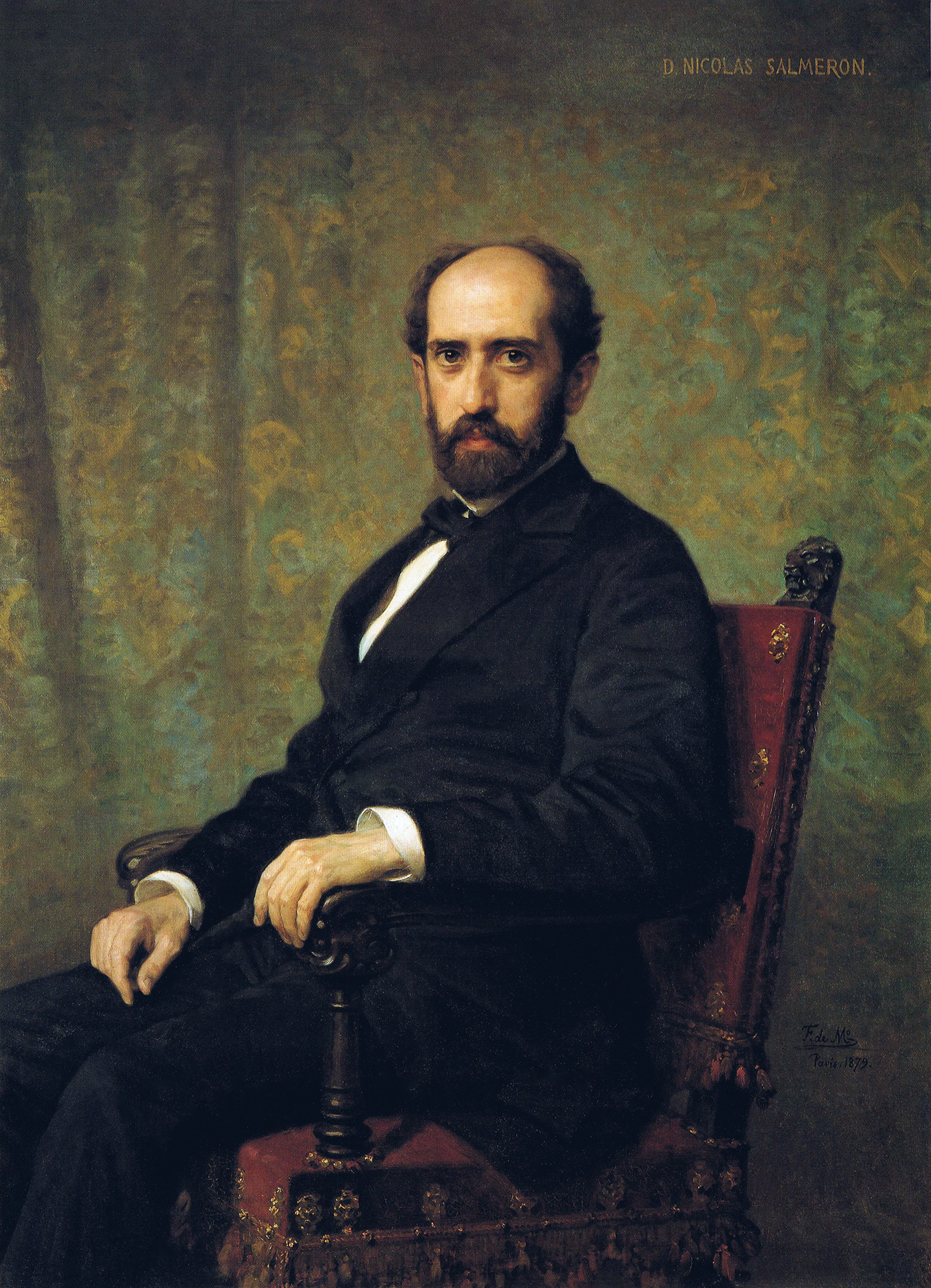
Retrato de Nicolás Salmerón Alonso.

Após aceitar a demissão de Pi y Margall, foi eleito Presidente do Poder Executivo Nicolás Salmerón, com 119 votos a favor e 93 votos contra.
O novo presidente, um republicano federal moderado, defendia a necessidade de chegar a um entendimento com os grupos mais moderados ou conservadores e uma lenta transição para a república federal. Sua oratória era demolidora. Francisco Silvela dizia que Salmerón, nos seus discursos, somente usava uma arma: a artilharia. Antonio Maura caracterizava o tom professoral de Dom Nicolás dizendo que «sempre parece estar a se dirigir para os metafísicos de Albacete».
Já durante a sua etapa como Ministro de Graça e Justiça no governo de Estanislao Figueras, promoveu a abolição da pena de morte, bem como a independência do poder judiciário frente ao político.
Sua nomeação produziu uma intensificação do movimento cantonalista, para cujo controlo teve de recorrer a generais abertamente contrários à República Federal, mandando sendas expedições militares a Andaluzia e Valência, no comando dos generais Pavía e Martínez Campos respectivamente, que foram submetendo os diferentes cantões, exceto o de Cartagena que resistiria até 12 de Janeiro de 1874.
Os seus generais solicitaram o "informado" do governo e sua assinatura para executar várias sentenças de morte a vários soldados desertores na frente carlista, imprescindível, segundo eles, para a recuperação da disciplina do exército. Salmerón, homem de princípios liberais muito avançados, recusou conceder o "informado", e, como figura inscrito na pedra do seu mausoléu: «Abandonó el poder por no firmar una sentencia de muerte ». Assim, demitiu a 6 de Setembro.

### Governo de Emilio Castelar
Ao dia seguinte, a 7 de Setembro, foi eleito para ocupar a Presidência do Poder Executivo o unitário Emilio Castelar, catedrático de História e salientado orador, por 133 votos a favor frente aos 67 obtidos por Pi y Margall. Durante a sua anterior etapa, como Ministro de Estado no governo de Estanislao Figueras, promoveu e conseguiu que fosse aprovada a abolição da escravidão no território ultramarino de Porto Rico, embora não na Cuba pela situação de guerra que vivia.
Por ocasião da difícil situação da República, com o agravamento da Guerra Carlista, Emilio Castelar começou a reorganização do exército, anunciando ante as Cortes que «para suster esta forma de governo preciso de muita infantaria, muita cavalaria, muita artilharia, muita Guarda civil e muitos carabineiros». Apesar da oposição federalista, as Cortes concederam-lhe poderes extraordinários para governar, após o qual se encerraram as Cortes a 20 de Setembro. Confirmou as sentenças de morte que provocaram a demissão do seu predecessor, restabeleceu a ordem e deixou a ponto de rendição aos cantonais de Cartagena.
Contudo, o caos provocado pela sublevação cantonal e o recrudescimento da Guerra Carlista levaram a reabrir as Cortes a 2 de Janeiro de 1874, para submeter a votação a gestão do seu governo e solicitar plenos poderes com os que salvar a República do descrédito.
A sessão das Cortes foi aberta a 2 de Janeiro de 1874 mais os federais lançaram-se contra D. Emilio Castelar, a quem apoiava o capitão-general de Madrid, D. Manuel Pavía, antigo partidário de Prim, com quem se alçara em Villarejo de Salvanés. Duas forças bem diferentes ameaçavam com interromper as deliberações das Cortes: os federais, desejosos de acabar com Castelar, e as tropas do general Pavía, partidário de Castelar, que tinha decidido acudir no seu socorro para evitar a sua derrota frente do federalismo.
Saiam já os regimentos comprometidos pela ordem do capitão-general, quando as Cortes conheceram a derrota de Castelar por 119 votos contra 101. Demitiu o último presidente da República, e o das Cortes, Nicolás Salmerón, ordenou uma nova votação para escolher um novo chefe do Poder Executivo.
Pavía situou-se na praça frente ao edifício com o seu estado maior e ordenou a dois ajudantes impor a Salmerón a dissolução da sessão de Cortes e a desocupação do edifício em cinco minutos. A Guarda Civil, que custodiava o Congresso, pôs-se sob as ordens do general e ocupou os corredores do Congresso (sem chegar a entrar no salão). Eram as sete menos cinco da manhã, quando se estava procedendo à votação para escolher o candidato federal Eduardo Palanca, e Salmerón, ao receber a ordem do capitão-general, suspendeu a votação e comunicou o gravíssimo acontecimento aos deputados. Então, estes abandonaram o edifício.
Pavía, republicano unitário, ofereceu a Emilio Castelar continuar na presidência, mas este recusou ao não querer manter-se no poder por meios antidemocráticos. Estes feitos supuseram o final oficioso da Primeira República, embora oficialmente continuasse quase outro ano mais.

## A República unitária
No meio da convulsão política, entrou em Cartagena a 12 de Janeiro o general López Domínguez, substituto de Martínez Campos, enquanto Antonete Gálvez, com mais de mil homens, conseguia esquivar o cerco a bordo da “Fragata blindada Numancia”, e pôr rumo a Orão. O final da experiência cantonal foi pago por Gálvez com o exílio, mas a Restauração permitiu, mediante anistia, regressar para a sua Torreagüera natal. Nesta época principiaria uma estranha e entranhável amizade com Antonio Cánovas del Castillo, máximo responsável pela Restauração, que considerava a Gálvez um homem sincero, honrado e valente, embora de ideias políticas exageradas.
Entretanto, após a negativa de Emilio Castelar, foi encarregue o general Serrano, recém-chegado do seu exílio em Biarritz pela sua implicação na intentona golpista de 23 de Abril, a formação de um governo de concentração que agrupou a monárquicos, conservadores e republicanos unitários, e do que foram excluídos os republicanos federais.
O general Serrano, duque da Torre, de 63 anos, antigo amante de Isabel II, já tinha desempenhado por duas vezes a chefatura do Estado. Proclamou a República unitária, fazendo-se cargo da Presidência do Poder Executivo, e governou prescindindo das Cortes numa ditadura republicana conservadora. Durante o seu mandato foi submetido o último dos cantões insurretos, o de Cartagena, e concentraram-se os esforços na guerra carlista no Norte da Espanha. O general tentou sem sucesso consolidar-se no poder de jeito ditatorial, segundo o exemplo do regime de duques e generais que fora imposto na França após a queda de Napoleão III e a derrota da Comuna de Paris.
Aos poucos meses, a 13 de Maio cedeu a presidência do governo a Juan Zavala de la Puente para se encarregar pessoalmente das operações contra os carlistas no Norte. E a 3 de Setembro encarregou o governo a Práxedes Mateo Sagasta. A 10 de Dezembro começou o cerco de Pamplona, mas foi interrompido pelo pronunciamento de Sagunto.

## Final da Primeira República
A 29 de Dezembro de 1874, o general Martínez Campos pronunciou-se em Sagunto em favor da restauração no trono da monarquia bourbônica na pessoa de D. Alfonso de Bourbon, filho de Isabel II. O governo de Sagasta não se opôs a este pronunciamento, permitindo o restauro da monarquia. O triunfo da restauração Bourbônica foi conseguido graças ao trabalho prévio de Antonio Cánovas del Castillo, que porém era contrário ao pronunciamento militar.
Até 1931, os republicanos espanhóis celebravam em 11 de Fevereiro o aniversário da Primeira República. Posteriormente, a comemoração mudou para 14 de Abril, aniversário da proclamação da Segunda República.